# Jamal Khashoggi
Jamal Ahmad Hamza Khashoggi (en árabe: جَمَال أَحْمَد حَمْزَة خَاشُقْجِيّ‎, pronunciado en hiyazí: /d͡ʒaˈmaːl xaːˈʃʊɡ(d)ʒi/ adaptado al español como Yamal Jashogyi; Medina, Arabia Saudita, 13 de octubre de 1958-Estambul, Turquía, 2 de octubre de 2018) fue un periodista saudí y columnista de opinión de The Washington Post asesinado en el consulado saudí de Estambul por agentes del gobierno saudí enviados por el príncipe Mohamed bin Salmán.
Fue redactor jefe y director general del canal de noticias Al-Arab News Channel. También trabajó como redactor del periódico saudí Al Watan, convirtiéndolo en una plataforma para los progresistas saudíes.

## Biografía
Nació en Medina el 13 de octubre de 1958. Su abuelo, Muhammad Khashoggi, de origen turco (nacido Muhammad Halit Kasikci) y originario de Kayseri, se casó con una mujer saudí y fue médico personal del rey Abdulaziz al Saud, el fundador del reino de Arabia Saudita. Jamal Khashoggi era sobrino del destacado traficante de armas saudí Adnán Jashogyi, conocido por su participación en el escándalo Irán-Contra, y primo hermano de Dodi Al Fayed, pareja de la princesa Diana de Gales, junto a la que falleció en un accidente de tráfico en París en 1997. Jamal estudió la primaria y secundaria en Arabia Saudí y la universidad en la Universidad Estatal de Indiana en Estados Unidos, donde se graduó en 1982. Comenzó su carrera como gerente regional de librerías de 1983 a 1984. Más tarde trabajó como corresponsal de la Saudi Gazette, siendo reportero de varios periódicos y semanales saudíes de 1987 a 1990. También sirvió en la Agencia de Inteligencia saudí y probablemente trabajó para Estados Unidos durante la invasión soviética de Afganistán.
Durante un breve período mantuvo vínculos con Osama bin Laden y fue miembro de la Hermandad Musulmana. A partir de mediados de la década de 1990, sin embargo, se distanció de estos movimientos y adoptó una postura más orientada hacia la democracia.
Fue editor jefe de Al Madina de 1991 a 1999. Durante este tiempo fue también corresponsal en el extranjero en países como Afganistán, Argelia, Kuwait, Sudán y Oriente Medio. Luego fue nombrado editor jefe adjunto de Arab News de 1999 a 2003.
Khashoggi huyó de Arabia Saudita en septiembre de 2017 y desde entonces escribió artículos periodísticos críticos con el gobierno del país, en particular del poderoso príncipe heredero de Arabia Saudí, Mohammad bin Salman, y de su rey, Salmán bin Abdulaziz. También criticó la intervención saudí en Yemen.

## Vida personal
Khashoggi se casó tres veces. Con su primera esposa Rawia al Tunisi tuvo cuatro hijos: dos varones, Salah y Abdullah y dos hijas, Noha y Razan. Los cuatro fueron criados en Estados Unidos y dos de ellos obtuvieron la nacionalidad estadounidense. Después del asesinato de su padre, se les prohibió salir de Arabia Saudita.
Su segunda esposa fue la doctora Alaa Nassif. En 2018, celebró una ceremonia nupcial secreta con una mujer egipcia identificada como "Hanan Atr", aunque nunca se tramitó una licencia de matrimonio. Hanan sacó fotos del evento y un amigo de Kashoggi también confirmó que asistió a la "boda".
En el momento de su muerte, Kashoggi planeaba casarse con Hatice Cengiz, una estudiante doctorada de 36 años. La pareja se había conocido en mayo de 2018, durante una conferencia en Estambul. Kashoggi, ciudadano saudí, acudió a la embajada el 2 de octubre para obtener los papeles necesarios para contraer matrimonio con la turca Cengiz.

## Asesinato
Fue asesinado el 2 de octubre de 2018 en el consulado de Arabia Saudita en Estambul (Turquía). La Casa de Saud, tras 17 días sin pronunciarse sobre el hecho, confirmó su muerte en el consulado saudí, señalando que murió tras una pelea y que hay 18 detenidos por la causa. Fuentes turcas apuntan a la existencia de grabaciones de audio que demostrarían que fue torturado y asesinado mediante degollamiento, y que luego todo su cuerpo fue descuartizado con una motosierra.
El truculento asesinato desató movimientos diplomáticos en todo el mundo, como la petición por parte de Alemania, días después, para que todos los países de la Unión Europea suspendiesen la venta de armas a Arabia Saudí.
El 10 de noviembre el presidente turco, Recep Tayyip Erdoğan, confirmó oficialmente la existencia de grabaciones del último momento de Jashogyi que fueron enviadas a Estados Unidos, Alemania, Gran Bretaña y Francia.
El 11 de noviembre, la cadena televisiva Al Jazeera filtró la transcripción de lo que supuestamente —según una fuente periodística turca— habrían sido sus últimas palabras que contenía las grabaciones: «Me estoy asfixiando, quítame esta bolsa de encima... soy claustrofóbico». La agonía duró 7 minutos.
En septiembre de 2019, en una edición del periódico turco Sabah, se revelaron más datos sobre sus últimos momentos de vida.